# 1966 en France
Chronologie de la France
- 1962
- 1963
- 1964
- 1965
- 1966
- 1967
- 1968
- 1969
- 1970

Cet article présente les faits marquants de l'année 1966 en France.

## Événements

### Janvier
- 1er janvier : il existe en France 566 supermarchés et hypermarchés. 1 833 en 1971. 18 000 magasins vont disparaître de 1966 à 1973[1].

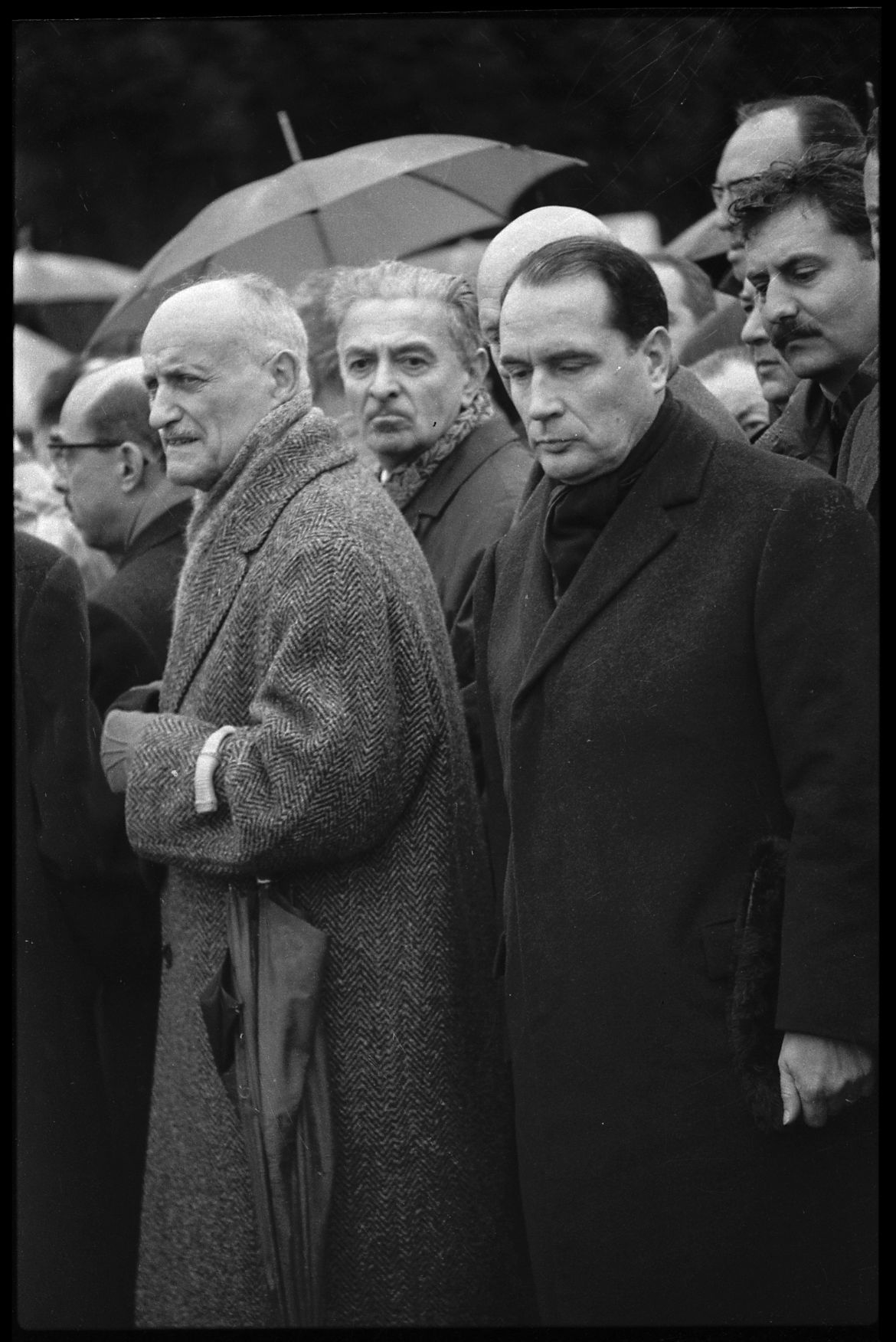
François Mitterrand aux obsèques de Vincent Auriol à Muret le 3 janvier.

- 4 janvier : explosion à la raffinerie de Feyzin près de Lyon. À 6h40 une mauvaise manipulation sur une sphère de propane a permis à une importante nappe de gaz de se répandre[2]. L'incendie est provoqué par un véhicule circulant près du site et a entraîné les explosions successives des sphères de stockage de propane. Cette catastrophe a fait 18 morts, dont 11 pompiers, une centaine de blessés, ainsi que l'évacuation du quartier avoisinant, très endommagé. Cette catastrophe est considérée comme la première catastrophe industrielle en France et a permis de mettre au jour le phénomène Bleve[3].
- 6 janvier : loi fiscale étendant la TVA aux commerçants, artisans et prestataires de services[4].
- 7 janvier : création des Instituts Universitaires de Technologie (IUT)[5].
- 8 janvier : nouveau gouvernement Pompidou. Michel Debré remplace Giscard d’Estaing aux affaires économiques et aux Finances[6]. Pompidou s’abstient pour la première fois de solliciter un vote des députés en application de l’article 49.1 de la Constitution[7].
- 10 janvier :
  - L'Express titre en couverture « J'ai vu tuer Ben Barka », avec une interview de Georges Figon qui accuse du meurtre le général Oufkir[8].
  - un accord national est signé entre la CFDT et la CGT qui définit l'unité d'action entre les deux confédérations syndicales ; amélioration du pouvoir d'achat et des conditions de vie et de travail,  défense et extension des droits syndicaux dans l'entreprise, réduction des dépenses improductives de la Nation ; garantie du droit à l'emploi, refonte de la fiscalité[9].
- 16 janvier : sortie du disque Les Élucubrations d'Antoine ; son succès entraine une rivalité entre Antoine et Johnny Hallyday, qui sort en mai la chanson Cheveux longs et idées courtes[10].
- 17 janvier : mort par balle de Georges Figon ; la police affirme que c'est un suicide. Début de l'affaire Ben Barka[11].
- 24 janvier : le vol 101 d'Air India s’écrase sur le mont Blanc, faisant 117 victimes. En février l’opération Chabert menée par René Desmaison et de journalistes de l’ORTF, enquête sur le crash[12].
- 30 janvier : le « Compromis de Luxembourg » réintroduit le vote à l’unanimité dans les instances européennes, la France achève sa politique de la chaise vide[13].

### Février
- 2 février : Jean Lecanuet crée le Centre démocrate[5]. Le MRP « suspend » ses activités et se dissout dans le Centre démocrate.
- 7-8 février : entretiens entre le chancelier Erhard et le président de Gaulle à l'Élysée[6].
- 21 février : à Clermont-Ferrand, Valéry Giscard d'Estaing annonce la création d'une Fédération régionale des Républicains indépendants[14] (RI), qui prennent leurs distances vis-à-vis de l'UNR[5].

### Mars
- 7 mars :

Les bases aériennes de l'OTAN en France jusqu'en 1966

  - la France se retire du commandement intégré de l'OTAN[15]. Le général de Gaulle fait remettre au Président des États-Unis Lyndon Johnson une lettre dans laquelle il annonce que « sans en altérer le fond » la France désire modifier la forme de son alliance avec les États-Unis. Elle demande que les bases américaines situées sur son sol soient fermées, annonce cesser sa participation aux commandements intégrés de l'OTAN et refuse désormais de « mettre ses forces à la disposition de l'Organisation atlantique »[16]. Le 22 mars le président Lyndon Johnson répond qu'il ne croit pas que la France pourra rester longtemps à l'écart des « responsabilités de l'Atlantique » et ajoute que « en tant que notre vieille amie et alliée, la France aura sa place réservée le jour où elle décidera d'assurer à nouveau son rôle dirigeant »[17].
  - première à l'Opéra de Paris de l’Éloge de la folie, chorégraphie de Roland Petit avec Rudolf Noureev et Margot Fonteyn, dans des décors de Jean Tinguely et de Niki de Saint Phalle[18].
- 12-13 mars : assises de la Convention des institutions républicaines (CIR). François Mitterrand propose la création d'un contre-gouvernement (cabinet fantôme)[5].
- 19 mars : André Malraux inaugure la Maison de la culture d'Amiens en déclarant; « Ce mot hideux de province aura bientôt cessé d'exister »[19].
- 29 mars : Charles de Gaulle annonce officiellement le retrait de la France des commandements intégrés de l’OTAN dès le 1er juillet 1966[20].
- Des grèves éclatent à la RATP contre la politique salariale du gouvernement[9].

### Avril
- 2 avril :
  - conférence constitutive à Paris de la Jeunesse communiste révolutionnaire (JCR) par des étudiants trotskistes exclus de l'Union des étudiants communistes (UEC)[21].
  - fusion des deux plus importants filateurs français, la Lainière de Roubaix appartenant à Jean Prouvost (6 500 salariés, CA 456 millions FRF) et Masurel (2 500 salariés, CA 221 millions FRF), pour former le premier groupe lainier français[22].
- 12 avril : « photo du siècle »  prise par Jean-Marie Périer au Studio Mac Mahon et publié en juin dans le magazine Salut les copains[23].
- 16 avril : première des Paravents de Jean Genet au théâtre de l'Odéon par la Compagnie Renaud-Barrault ; à partir du 29 avril les représentations sont perturbées par des activistes d'extrême droite menés par Roger Holeindre, notamment les membres du groupe Occident (Alain Madelin, Patrick Devedjian, Patrice Gélinet[24]), qui veulent faire retirer la pièce[25].
- Des grèves éclatent à EDF-GDF et à la SNCF contre la politique salariale du gouvernement[9].

### Mai
- 5 mai : Mitterrand rend publique la composition de son contre-gouvernement[26].
- 11 mai : sortie du film La guerre est finie d'Alain Resnais[27].
- 17 mai : grève générale à l'appel de toutes les organisations syndicales[28].
- 25 mai :
  - dans sa déclaration de politique générale au Bundestag, le chancelier Erhard demande le maintien des troupes françaises en République fédérale[6].
  - sortie du film Au hasard Balthazar de Robert Bresson[29].
- 26 mai : la Banque nationale pour le commerce et l'industrie (BNCI) et le Comptoir national d'escompte de Paris (CNEP) sont fusionnés pour donner naissance à la Banque nationale de Paris (BNP)[30].
- 27 mai : sortie du film Un homme et une femme de Claude Lelouch, Palme d'or au Festival de Cannes le 20 mai[31].

### Juin
- 1er juin : Valéry Giscard d'Estaing fonde la Fédération nationale des républicains indépendants « libérale, centriste et européenne »[32].
- 14 juin : grèves à Air France, à l'ORTF et dans la métallurgie et les chantiers navals[33].
- 16 juin : le ministre du Commerce extérieur Charles de Chambrun expose à la presse les mesures prises pour réduire le déficit commercial et stimuler les exportations ; assurance-prospection, garantie de l'État pour les emprunts destinés à financer les implantations commerciales, avantages fiscaux pour les PME se regroupant pour exporter, réforme du statut des conseillers du commerce extérieur[34]. La France ne reviens à un solde positif qu'en 1970.
- 20 juin-1er juillet : voyage de Charles de Gaulle à Moscou. Par leur déclaration commune du 30 juin, la France et l’Union soviétique inaugurent une « politique de détente, d’entente et de coopération »[35]. Elles signent un accord de coopération scientifique, technique et économique et un accord pour l'étude et l'exploration de l'espace à des fins pacifiques. Une commission mixte franco-soviétique dite « Grande Commission » est chargée d'orienter et d'organiser cette coopération[36].
- 22 juin : réforme Fouchet dans l’enseignement supérieur[5]. Institution de la maîtrise.
- 24 juin : dernier Bal des Quat'z'Arts[37]. Le premier a eu lieu en 1892.
- 29 juin : l’église Notre-Dame du Raincy, monument emblématique du mouvement moderne, construite en 1922-1923 par les frères Gustave et Auguste Perret est classée aux monuments historiques[38].

### Juillet
- 2 juillet : 
  - Aldébaran, première explosion nucléaire française dans le Pacifique sur l'atoll de Moruroa[39].
  - le parlement vote une loi règlementant l'installation d'antennes réceptrices de radiodiffusion[40].
- 6 juillet : création au sein du ministère des Affaires sociales de la Direction de la population et des migrations (DPM) dirigé par Michel Massenet[41] qui prône dès 1970 une maîtrise des flux migratoires.
- 9 juillet : loi Frey créant la police nationale actuelle. Cette loi est appuyée par le président de Gaulle en réaction à l'affaire Ben Barka et aux insuffisances manifestes de l'appareil sécuritaire de l’État. La nouvelle police nationale comporte désormais en son sein une direction centralisée de la police judiciaire française[42].
- 11 juillet : loi renforçant les contrôles sur l’adoption des enfants et instaurant les notions d’adoption plénière et d’adoption simple[43] à la suite de l'affaire Novack-Genilloud opposant une famille adoptive et une famille de naissance du 13 mars 1957 au 11 juin 1966[44].

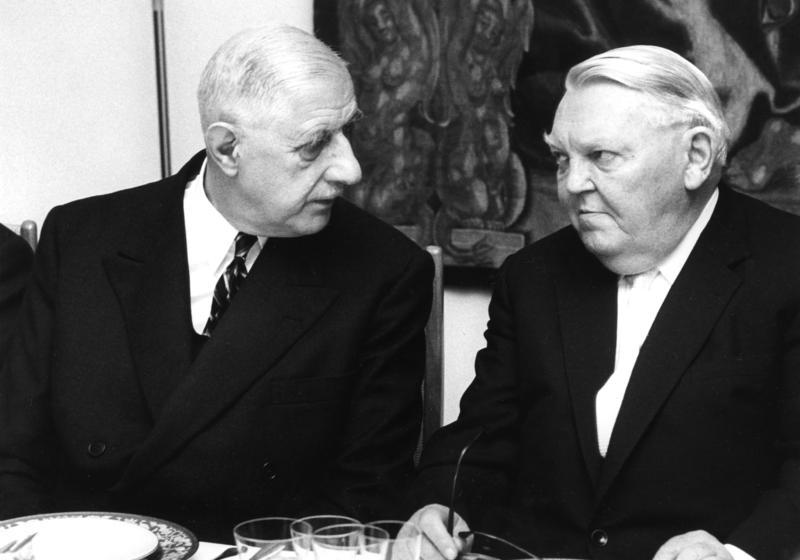
Erhard et Charles de Gaulle à Bonn le 11 6 1965.

- 21 juillet : entretiens entre le chancelier Erhard et le président de Gaulle à Bonn[6].
- 29 juillet : convention État-Sidérurgie. Le Fonds de développement économique et social accorde à l'industrie sidérurgique française qui emploie 200 000 personnes, trois milliards de francs (450 millions d'euros) de crédit à taux réduit (3 %) remboursables en 35 ans. Le Plan de modernisation de la Chambre syndicale prévoit la modernisation des installations, la rationalisation de la production, la reconversion de la main d'œuvre excédentaire (15 000 postes) et le soutien aux industries nouvelles[45]. En 1986, l'industrie sidérurgique n'emploie plus que 85 000 personnes.

### Août
- 6 août : création à Saint-Paul-de-Vence de Place, ballet de Merce Cunningham[46].
- 25 août-12 septembre : voyage autour du monde du général de Gaulle. Il est accueilli à Djibouti par de violentes manifestations en faveur de l’indépendance[47].

### Septembre
- 1er septembre : discours de Phnom Penh[6] ; le général de Gaulle condamne la politique américaine au Vietnam et les invite à retirer leurs troupes.
- 11 septembre : le général de Gaulle en visite en Polynésie française assiste à l'explosion d'une bombe atomique dans l'atoll de Moruroa[48].
- 26 septembre : ouverture rue de Tournon à Paris de la première boutique de prêt-à-porter Saint Laurent rive gauche[49].
- Création des Comités Vietnam Lycéens[50].

### Octobre
- 28 octobre : lors d'une conférence de presse au Palais de l'Élysée, le général De Gaulle répond à la question d'un journaliste : « En 1962, la Bourse était exagérément bonne ; en 1966, elle est exagérément mauvaise. Mais, vous savez, la politique de la France ne se fait pas à la corbeille »[51].

### Novembre

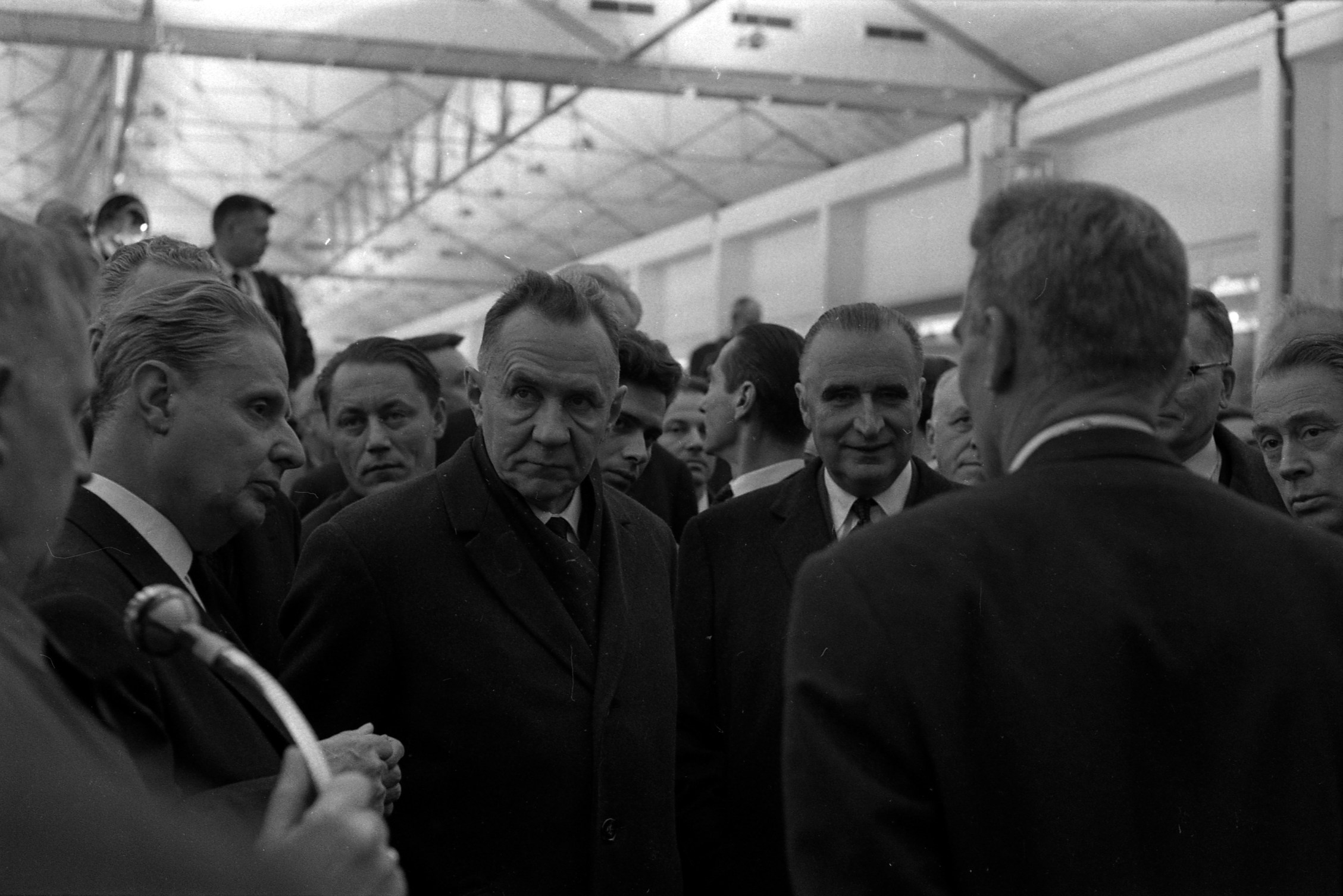
Kossyguine et Pompidou à Toulouse le 5 11 1966.

- 23 novembre : journée nationale d'action commune de la métallurgie lancée par la CGT et la CFDT[52].

### Décembre
- 1er-9 décembre : visite officielle à Paris du chef du gouvernement soviétique Kossyguine[36].
- 3 décembre : loi d'orientation et de programme sur la formation professionnelle et la promotion sociale des adultes[28].
- 8 décembre : sortie de La Grande Vadrouille, film de Gérard Oury[53].
- 20 décembre :
  - émeutes des aviculteurs bretons à Morlaix[5].
  - accord de désistement PCF-FGDS dans la perspective des législatives[54].
  - début de deux mois de grève aux usines Dassault de la région bordelaise (fin le 28 février 1967)[52].
- 21 décembre :
  - Yannick Fremin, secrétaire du syndicat CGT et délégué du personnel de l'usine Citroën de Rennes est giflé à deux reprises par son agent de secteur, puis licencié. L'affaire provoque immédiatement des protestations. L'archevêque de Renne Mgr Gouyon  prend parti pour la liberté syndicale dans Ouest-France le 24 décembre et affirme que « toute répression ouverte ou camouflée de l’action syndicale est une atteinte à ce droit fondamental »[55].
  - l'accord sur maintien des Forces françaises en Allemagne confirmé par un échange de lettres entre Willy Brandt et François Seydoux[6].
- 22 décembre : 
  - loi créant l'institut national de la consommation[56].
  - arrêt Bordier sur la question du secret professionnel[57].
- 28 décembre :
  - loi Poly sur l'élevage[58].
- 28 décembre :
  - loi budgétaire qui assouplit notablement le contrôle des changes, facilite les investissements français à l'étranger et fait du franc une devise totalement convertible[59].

- Création du mouvement des Jeunes républicains indépendants (JRI)[60].

## Naissances en 1966
- 11 février : Dieudonné, acteur et humoriste français
- 17 mars : José Garcia, acteur français.
- 3 mai : Serge Faliu, acteur français de doublage
- 11 mai : Estelle Lefébure, personnalité télévisée française.
- 24 mai : Éric Cantona, acteur et ex-footballeur français.
- 26 mai : Sami Bouajila, acteur français.
- 26 juin : Dany Boon, acteur, scénariste et réalisateur français.
- 14 août : David Hallyday.
- 17 novembre : Sophie Marceau.
- 1er décembre : Édouard Baer, acteur.

## Décès en 1966
- 4 janvier : Henry Torrès, avocat, écrivain, journaliste, sénateur et député socialiste.
- 6 janvier : Jean Lurçat, peintre-tapissier, auteur du Chant du Monde.
- 17 avril : Marcel Bloch, peintre.
- 31 mai : Gil Delamare
- 21 septembre : Paul Reynaud ancien Président du Conseil.
- 28 septembre : André Breton.